# Gran Premio di superbike di Losail 2017
Il Gran Premio di superbike di Losail 2017 è stato la tredicesima e ultima prova del campionato mondiale Superbike 2017, disputato il 3 e 4 novembre sul circuito di Losail, in gara 1 ha visto la vittoria di Jonathan Rea davanti a Chaz Davies e Marco Melandri, lo stesso pilota si è ripetuto anche in gara 2, davanti a Chaz Davies e Alex Lowes.
La vittoria nella gara valevole per il campionato mondiale Supersport 2017 è stata ottenuta da Lucas Mahias.
Mentre il risultato finale del mondiale Superbike era già stato definito, con Jonathan Rea campione iridato con due gare di anticipo, il titolo piloti del mondiale Supersport è stato ottenuto dal pilota francese Lucas Mahias al suo primo titolo iridato della categoria.

## Risultati

### Gara 1

#### Arrivati al traguardo
| Pos. | Nº | Pilota           | Squadra                     | Motocicletta      | Giri | Tempo     | Griglia | Punti |
| ---- | -- | ---------------- | --------------------------- | ----------------- | ---- | --------- | ------- | ----- |
| 1º   | 1  | Jonathan Rea     | Kawasaki Racing             | Kawasaki ZX-10RR  | 17   | 33'41.021 | 1º      | 25    |
| 2º   | 7  | Chaz Davies      | Aruba.it Racing - Ducati    | Ducati Panigale R | 17   | +4.944    | 8º      | 20    |
| 3º   | 33 | Marco Melandri   | Aruba.it Racing - Ducati    | Ducati Panigale R | 17   | +10.405   | 9º      | 16    |
| 4º   | 50 | Eugene Laverty   | Milwaukee Aprilia           | Aprilia RSV4 RF   | 17   | +12.052   | 6º      | 13    |
| 5º   | 32 | Lorenzo Savadori | Milwaukee Aprilia           | Aprilia RSV4 RF   | 17   | +12.339   | 4º      | 11    |
| 6º   | 66 | Tom Sykes        | Kawasaki Racing             | Kawasaki ZX-10RR  | 17   | +15.587   | 3º      | 10    |
| 7º   | 81 | Jordi Torres     | Althea BMW Racing           | BMW S 1000 RR     | 17   | +16.789   | 11º     | 9     |
| 8º   | 5  | Sylvain Guintoli | Kawasaki Puccetti Racing    | Kawasaki ZX-10RR  | 17   | +17.869   | 10º     | 8     |
| 9º   | 2  | Leon Camier      | MV Agusta Reparto Corse     | MV Agusta 1000 F4 | 17   | +18.494   | 12º     | 7     |
| 10º  | 40 | Román Ramos      | Kawasaki Go Eleven          | Kawasaki ZX-10RR  | 17   | +22.660   | 16º     | 6     |
| 11º  | 11 | Jérémy Guarnoni  | Pedercini Racing SC-Project | Kawasaki ZX-10RR  | 17   | +36.011   | 17º     | 5     |
| 12º  | 45 | Jacob Gagne      | Red Bull Honda              | Honda CBR1000RR   | 17   | +38.237   | 18º     | 4     |
| 13º  | 44 | Roberto Rolfo    | Grillini Racing             | Kawasaki ZX-10RR  | 17   | +49.659   | 20º     | 3     |
| 14º  | 37 | Ondřej Ježek     | Grillini Racing             | Kawasaki ZX-10RR  | 17   | +50.079   | 19º     | 2     |

#### Ritirati
| Nº  | Pilota               | Squadra           | Motocicletta      | Giri | Griglia |
| --- | -------------------- | ----------------- | ----------------- | ---- | ------- |
| 22  | Alex Lowes           | Pata Yamaha       | Yamaha YZF R1     | 15   | 2º      |
| 12  | Javier Forés         | Barni Racing      | Ducati Panigale R | 10   | 5º      |
| 35  | Raffaele De Rosa     | Althea BMW Racing | BMW S 1000 RR     | 10   | 13º     |
| 60  | Michael van der Mark | Pata Yamaha       | Yamaha YZF R1     | 6    | 7º      |
| 34  | Davide Giugliano     | Red Bull Honda    | Honda CBR1000RR   | 5    | 15º     |
| 121 | Alessandro Andreozzi | Guandalini Racing | Yamaha YZF R1     | 3    | 14º     |

### Gara 2

#### Arrivati al traguardo
| Pos. | Nº  | Pilota               | Squadra                     | Motocicletta      | Giri | Tempo     | Griglia | Punti |
| ---- | --- | -------------------- | --------------------------- | ----------------- | ---- | --------- | ------- | ----- |
| 1º   | 1   | Jonathan Rea         | Kawasaki Racing             | Kawasaki ZX-10RR  | 17   | 33'39.718 | 1º      | 25    |
| 2º   | 7   | Chaz Davies          | Aruba.it Racing - Ducati    | Ducati Panigale R | 17   | +1.961    | 8º      | 20    |
| 3º   | 22  | Alex Lowes           | Pata Yamaha                 | Yamaha YZF R1     | 17   | +4.185    | 2º      | 16    |
| 4º   | 60  | Michael van der Mark | Pata Yamaha                 | Yamaha YZF R1     | 17   | +5.843    | 7º      | 13    |
| 5º   | 12  | Javier Forés         | Barni Racing                | Ducati Panigale R | 17   | +8.987    | 5º      | 11    |
| 6º   | 33  | Marco Melandri       | Aruba.it Racing - Ducati    | Ducati Panigale R | 17   | +14.675   | 9º      | 10    |
| 7º   | 50  | Eugene Laverty       | Milwaukee Aprilia           | Aprilia RSV4 RF   | 17   | +16.251   | 6º      | 9     |
| 8º   | 5   | Sylvain Guintoli     | Kawasaki Puccetti Racing    | Kawasaki ZX-10RR  | 17   | +16.675   | 10º     | 8     |
| 9º   | 2   | Leon Camier          | MV Agusta Reparto Corse     | MV Agusta 1000 F4 | 17   | +19.607   | 12º     | 7     |
| 10º  | 40  | Román Ramos          | Kawasaki Go Eleven          | Kawasaki ZX-10RR  | 17   | +20.628   | 16º     | 6     |
| 11º  | 35  | Raffaele De Rosa     | Althea BMW Racing           | BMW S 1000 RR     | 17   | +26.043   | 13º     | 5     |
| 12º  | 45  | Jacob Gagne          | Red Bull Honda              | Honda CBR1000RR   | 17   | +32.656   | 18º     | 4     |
| 13º  | 121 | Alessandro Andreozzi | Guandalini Racing           | Yamaha YZF R1     | 17   | +41.197   | 14º     | 3     |
| 14º  | 37  | Ondřej Ježek         | Grillini Racing             | Kawasaki ZX-10RR  | 17   | +41.844   | 19º     | 2     |
| 15º  | 44  | Roberto Rolfo        | Grillini Racing             | Kawasaki ZX-10RR  | 17   | +47.116   | 20º     | 1     |
| 16º  | 11  | Jérémy Guarnoni      | Pedercini Racing SC-Project | Kawasaki ZX-10RR  | 15   | +2 giri   | 17º     |       |

#### Ritirati
| Nº | Pilota           | Squadra           | Motocicletta     | Giri | Griglia |
| -- | ---------------- | ----------------- | ---------------- | ---- | ------- |
| 66 | Tom Sykes        | Kawasaki Racing   | Kawasaki ZX-10RR | 2    | 3º      |
| 32 | Lorenzo Savadori | Milwaukee Aprilia | Aprilia RSV4 RF  | 2    | 4º      |
| 81 | Jordi Torres     | Althea BMW Racing | BMW S 1000 RR    | 1    | 11º     |

### Supersport

#### Arrivati al traguardo
| Pos. | Nº  | Pilota              | Squadra                         | Motocicletta        | Giri | Tempo     | Griglia | Punti |
| ---- | --- | ------------------- | ------------------------------- | ------------------- | ---- | --------- | ------- | ----- |
| 1º   | 144 | Lucas Mahias        | GRT Yamaha                      | Yamaha YZF R6       | 15   | 30'39.805 | 1º      | 25    |
| 2º   | 16  | Jules Cluzel        | CIA Landlord Insurance Honda    | Honda CBR600RR      | 15   | +0.023    | 2º      | 20    |
| 3º   | 1   | Kenan Sofuoğlu      | Kawasaki Puccetti Racing        | Kawasaki ZX-6R      | 15   | +3.788    | 4º      | 16    |
| 4º   | 64  | Federico Caricasulo | GRT Yamaha                      | Yamaha YZF R6       | 15   | +3.845    | 7º      | 13    |
| 5º   | 13  | Anthony West        | Kawasaki Puccetti Racing        | Kawasaki ZX-6R      | 15   | +7.946    | 12º     | 11    |
| 6º   | 66  | Niki Tuuli          | Kallio Racing                   | Yamaha YZF R6       | 15   | +8.112    | 3º      | 10    |
| 7º   | 32  | Sheridan Morais     | Kallio Racing                   | Yamaha YZF R6       | 15   | +8.336    | 6º      | 9     |
| 8º   | 81  | Luke Stapleford     | Profile Racing                  | Triumph Daytona 675 | 15   | +10.435   | 8º      | 8     |
| 9º   | 4   | Gino Rea            | Kawasaki Go Eleven              | Kawasaki ZX-6R      | 15   | +10.551   | 13º     | 7     |
| 10º  | 111 | Kyle Smith          | Gemar Team Lorini               | Honda CBR600RR      | 15   | +13.349   | 9º      | 6     |
| 11º  | 87  | Lorenzo Zanetti     | Factory Vamag                   | MV Agusta F3 675    | 15   | +16.215   | 15º     | 5     |
| 12º  | 11  | Christian Gamarino  | Bardahl Evan Bros. Honda Racing | Honda CBR600RR      | 15   | +25.611   | 11º     | 4     |
| 13º  | 25  | Alex Baldolini      | Race Department ATK#25          | Yamaha YZF R6       | 15   | +26.801   | 16º     | 3     |
| 14º  | 69  | Xavier Cardelús     | Race Department ATK#25          | Yamaha YZF R6       | 15   | +30.242   | 23º     | 2     |
| 15º  | 35  | Stefan Hill         | Profile Racing                  | Triumph Daytona 675 | 15   | +32.684   | 20º     | 1     |
| 16º  | 71  | Christoffer Bergman | CIA Landlord Insurance Honda    | Honda CBR600RR      | 15   | +37.256   | 14º     |       |
| 17º  | 10  | Nacho Calero        | Orelac Racing VerdNatura        | Kawasaki ZX-6R      | 15   | +46.892   | 26º     |       |
| 18º  | 83  | Lachlan Epis        | Response RE Racing              | Kawasaki ZX-6R      | 15   | +1'06.687 | 24º     |       |
| 19º  | 63  | Zulfahmi Khairuddin | Orelac Racing VerdNatura        | Kawasaki ZX-6R      | 15   | +1'24.025 | 19º     |       |

#### Ritirati
| Nº  | Pilota             | Squadra                      | Motocicletta     | Giri | Griglia |
| --- | ------------------ | ---------------------------- | ---------------- | ---- | ------- |
| 26  | Kazuki Watanabe    | Kawasaki Go Eleven           | Kawasaki ZX-6R   | 14   | 17º     |
| 78  | Hikari Ōkubo       | CIA Landlord Insurance Honda | Honda CBR600RR   | 11   | 21º     |
| 99  | Patrick Jacobsen   | MV Agusta Reparto Corse      | MV Agusta F3 675 | 7    | 5º      |
| 195 | Mashel Al Naimi    | QMMF Racing                  | Kawasaki ZX-6R   | 4    | 22º     |
| 48  | Giuseppe Scarcella | Gemar Team Lorini            | Honda CBR600RR   | 4    | 25º     |
| 112 | Saeed Al Sulaiti   | QMMF Racing                  | Kawasaki ZX-6R   | 3    | 18º     |
| 65  | Michael Canducci   | 3570 Puccetti Racing FMI     | Kawasaki ZX-6R   | 0    | 10º     |